# Episodi di Duel Masters Victory
Duel Masters Victory (デュエル・マスターズ ビクトリー?, Dyueru Masutāzu Bikutorī) è stato trasmesso originalmente in Giappone dal 2 aprile 2011 al 31 marzo 2012 su TV Tokyo per un totale di 52 episodi. Le sigle sono rispettivamente My Victory! (Myビクトリー!?, My Bikutorī!, lett. "La mia vittoria!") (apertura) e Shōkan saikyō bui (召喚最強ブイ? lett. "Evoca il boa più forte!") (chiusura) entrambe cantate da Duel Hero Yu & Atsuto. Questa è la prima serie in assoluto a presentare oltre alla sigla d'apertura, un'altra di chiusura cantata, mentre in precedenza furono usati esclusivamente brani strumentali.

Il logo della serie

Come viene visto nell'episodio 32 di Duel Masters Versus, questa trama segue gli eventi del manga, Duel Masters Star Cross, anziché riprendere quelli già avvenuti in Cross Shock.
Viene introdotto un nuovo protagonista chiamato Katta Kirifuda, fratello di Shobu, che vuole diventare un campione dei duelli proprio come lui, ma a modo suo. La serie mostra l'inizio delle sue avventure con i suoi amici, Bucyake, Yohdel e Benchan ed avrà modo di incontrare anche un suo grande rivale, Dragon Ryu.
Inoltre viene introdotta una battaglia tra due nuove razze, gli Hunter e gli Alien, che condividono gli attributi di tutte e cinque le civiltà.

## Lista episodi
| Nº | Titolo italiano (traduzione letterale) Giapponese 「Kanji」 - Rōmaji | In onda           | In onda |
| Nº | Titolo italiano (traduzione letterale) Giapponese 「Kanji」 - Rōmaji | Giapponese        |         |
| 1  | Pinch Hitter: Katta Kirifuda 「ピンチヒッター切札勝太」 - Pinchi Hittā - Kirifuda Katta                                                                                        | 2 aprile 2011     |         |
| 2  | Insegnami le regole! 「俺にルールを教えろ!」 - Ore ni Rūru o oshiero! | 9 aprile 2011     |         |
| 3  | Un miracoloso avanzamento verso la finale!? 「奇跡の決勝進出!?」 - Kiseki no kesshō shinshutsu?!                                                                               | 16 aprile 2011    |         |
| 4  | Sei duro, Dragon Ryu! 「ニクいぜ、ドラゴン龍！」 - Nikuize, Doragon Ryū! | 23 aprile 2011    |         |
| 5  | Katta il professionista delle sconfitte! 「ぼろ負け天才勝太!」 - Boromake tensai Katta!                                                                                        | 30 aprile 2011    |         |
| 6  | Il ritorno di Dragon Ryu! 「ドラゴン龍 ふたたび!」 - Doragon Ryū futatabi! | 7 maggio 2011     |         |
| 7  | Appare il cacciatore di Duema! 「デュエマ狩り、現る!」 - Dyuema kari, genru!                                                                                                   | 14 maggio 2011    |         |
| 8  | Non prendere in giro il Duema! 「デュエマをバカにするな!」 - Dyuema o baka ni suruna!                                                                                          | 21 maggio 2011    |         |
| 9  | Di che non è così, Benchan! 「嘘だと言ってよ、べんちゃん!」 - Usoda to itte yo, Benchan!                                                                                       | 28 maggio 2011    |         |
| 10 | Questa è la Victory Card! 「これがビクトリーカード!」 - Kore ga Bikutorī Kādo!                                                                                                 | 4 giugno 2011     |         |
| 11 | La scioccante divinazione aliena! 「衝撃のエイリアン占い!」 - Shōgeki no Eirian uranai!                                                                                        | 11 giugno 2011    |         |
| 12 | La grande battaglia che predice la fortuna!! 「ズバっと占い大合戦!!」 - Zubatto uranai dai kassen!!                                                                            | 18 giugno 2011    |         |
| 13 | Arriviamo! World Hobby Fair! 「来たぞ！ワールドホビーフェア!」 - Kitazo! Wārudo Hobī Fea!                                                                                      | 26 giugno 2011    |         |
| 14 | Decidi, Victory Pose! 「決めろ、ビクトリーポーズ!」 - Kimero, Bikutorī Bōzu!                                                                                                   | 3 luglio 2011     |         |
| 15 | La lettera di completamento dal drago! 「ドラゴンからの果たし状!」 - Doragon kara no hatashijō                                                                                 | 10 luglio 2011    |         |
| 16 | Duello all'edificio del quartier generale di Dash! 「ダッシュ本部ビルの決闘!」 - Dasshu honbu biru no kettō!                                                                   | 17 luglio 2010    |         |
| 17 | Il campo d'addestramento dall'inferno!? 「地獄のお化け合宿!?」 - Jigoku no obake gasshuku!?                                                                                    | 23 luglio 2011    |         |
| 18 | Una dura lotta contro il misterioso Duema! 「怪奇デュエマに大苦戦!」 - Kaiki Dyuema ni dai kusen!                                                                              | 30 luglio 2011    |         |
| 19 | Katta, diventa un insegnante! 「勝太、先生になる!」 - Katta, sensei ni naru!                                                                                                   | 6 agosto 2011     |         |
| 20 | L'esercito di scimmie Duema!! 「デュエマ猿軍団!!」 - Dyuema saru-gundan!! | 13 agosto 2011    |         |
| 21 | La confessione inaspettata di Benchan 「べんちゃん、まさかの告白」 - Benchan, masaka no kokuhaku                                                                               | 20 agosto 2011    |         |
| 22 | Ora che ho completato il mio allenamento, sono sopraffatto dall'emozione! 「修業完了、感無量!」 - Shūgyō kanryō, kanmuryō!                                                     | 27 agosto 2011    |         |
| 23 | Eccoci arrivati, la partita decisiva per il ragazzo più vittorioso del Giappone! 「来たぜ、日本一ビクトリーなヤツ決定戦！」 - Kitaze, nihon'ichi Bikutorī na yatsu kettei-sen! | 3 settembre 2011  |         |
| 24 | Non va bene, 10 sconfitte consecutive nei preliminari! 「ダメじゃん、予選10連敗!」 - Damejan, yosen 10 renpai!                                                                 | 10 settembre 2011 |         |
| 25 | Lascia che il futuro brilli, deck delle tenebre! 「未来をてらせ、闇デッキ!」 - Mirai o terase, yami Dekki!                                                                     | 17 settembre 2011 |         |
| 26 | I biglietti per le finali! 「決勝戦へのきっぷ!」 - Kesshōsen e no kippu! | 24 settembre 2011 |         |
| 27 | La rottura di un'amicizia! Una finale turbolenta! 「友情決裂！波乱の決勝ラウンド!」 - Yūjō ketsuretsu! Haran no kesshō Raundo!                                                 | 1º ottobre 2011   |         |
| 28 | Sbalorditivo! Il potere del nuovo deck più potente!? 「魅せろ！最強新デッキの力!?」 - Misero! Saikyō shin Dekki no chikara!?                                                   | 8 ottobre 2011    |         |
| 29 | Gli astuti lottatori di sumo contro i draghi impetuosi! 「ずるっこリキシ対あたふたドラゴン!」 - Zurukko rikishi tai Atafuta Doragon!                                           | 15 ottobre 2011   |         |
| 30 | Credi in Katta! 「勝太を信じろ!」 - Katta o shinjiro! | 22 ottobre 2011   |         |
| 31 | La strategica trappola dello shachihoko! 「策士・シャチホコの罠!」 - Sakushi shachihoko no wana!                                                                               | 29 ottobre 2011   |         |
| 32 | Un altro trucco! 「もう一つの秘策!」 - Mōhitotsu no hisaku! | 5 novembre 2011   |         |
| 33 | Shachihoko, nessun limite ai piani malvagi! 「シャチホコ、悪のたくらみ限りなし!」 - Shachihoko, aku no takurami kagirinashi!                                                   | 12 novembre 2011  |         |
| 34 | Il ritorno della V Mode a pieno effetto!! 「Ｖモードを取りモードせ!!」 - V Mōdo wo tori mōdose!!                                                                               | 19 novembre 2011  |         |
| 35 | L'urlo del destino! Lo scontro tra onsen e i draghi 「宿命悲鳴！激突オンセン対ドラゴン龍」 - Shukumei himei! Gekitotsu onsen tai Doragon ryū                                   | 26 novembre 2011  |         |
| 36 | Insediamento, arriva finalmente la fine! 「決着、フィニッシュ、ジ・エンド!」 - Kechaku, Finisshu, ji Endo!                                                                     | 3 dicembre 2011   |         |
| 37 | Il budino non è una carta? 「プリンプリンってカードじゃないの?」 - Purinpurin tte Kādo janai no?                                                                               | 10 dicembre 2011  |         |
| 38 | Non ho bisogno di una finale! 「決勝なんていらねーよ!」 - Kesshō nante irane ̄yo!                                                                                               | 17 dicembre 2011  |         |
| 39 | Amico Katta, è tempo di finali! 「男・勝太、いざ決勝!」 - Otoko Katta, iza kesshō!                                                                                             | 24 dicembre 2011  |         |
| 40 | Il ragazzo più vittorioso del Giappone! 「日本一ビクトリーなヤツ!」 - Nihon'ichi Bikutorī na yatsu!                                                                            | 7 gennaio 2012    |         |
| 41 | E adesso la cerimonia di premiazione! 「表彰式なう!」 - Hyōshō-shiki nau! | 14 gennaio 2012   |         |
| 42 | Noi siamo i Duel Heroes! 「我らデュエルヒーロー!」 - Warera Dyueru Hīrō! | 21 gennaio 2012   |         |
| 43 | Il tuo migliore amico è un alieno!? 「親友はエイリアン!?」 - Shin'yū wa Eirian!?                                                                                               | 28 gennaio 2012   |         |
| 44 | Sarò io a sconfiggere il mio migliore amico! 「親友はオレがたおすんだな！」 - Shin'yū wa ore ga taosu n'dana!                                                                  | 4 febbraio 2012   |         |
| 45 | Quell'uomo, è il più forte possessore di carte vincenti! 「その男、切札家最強！」 - Sono otoko, Kirifuda-ka saikyō!                                                            | 11 febbraio 2012  |         |
| 46 | Una cosa più importante dello studio 「勉強よりも大事なこと」 - Benkyo yori mo taijina koto                                                                                    | 18 febbraio 2012  |         |
| 47 | Un grande portale infinito, viene aperto 「巨大なる丸き門、開かれん」 - Kyodai-naru maruki mon, aka ren                                                                        | 25 febbraio 2012  |         |
| 48 | Uno per tutti 「ひとりはみんなのために」 - Hitori wa min'na no tame ni | 3 marzo 2012      |         |
| 49 | Tutti per uno 「みんなはひとりのために」 - Min'na wa hitori no tame ni | 10 marzo 2012     |         |
| 50 | Il Last Turn del destino! 「運命のラストターン!」 - Unmei no Rasuto Tān! | 17 marzo 2012     |         |
| 51 | Non è finita! 「終わっちゃいねぇーぜ!」 - Owatcha inē ze! | 24 marzo 2012     |         |
| 52 | Ora siamo Duema!! 「オレたちデュエマなう!!」 - Ore-tachi Dyuema nau!! | 31 marzo 2012     |         |